# Патуљасти плави кит
Патуљасти плави кит или мали плави кит (лат. Balaenoptera musculus brevicauda, енгл. Pygmy blue whale) је подврста плавог кита, сисара из реда папкара (Artiodactyla) и породице Balaenopteridae. 

## Распрострањење
Ареал подврсте покрива средњи број држава. Настањује мора Индије, Аустралије, Јужноафричке Републике, Чилеа и Канаде.

## Станиште
Станиште подврсте су морски екосистеми. 

## Угроженост
Подаци о распрострањености ове подврсте су недовољни.